# 白の条件
『白の条件』（しろのじょうけん）は万里村奈加作の漫画作品。及びそれを原作としたフジテレビ系列で1994年4月4日から5月30日に放送されたテレビドラマ。

## あらすじ
都内でも有数の大病院・野田記念病院の院長の野田泰造が借金を残して急死を遂げた背景に三女・華子らの後継者争い、そして愛憎と葛藤を描いた物語。

## ドラマ
これまで、関西テレビ発の連続ドラマは原則として1クールごとのくくりでタイトルを変えつつ、1回読み切り形式（オムニバス）のサスペンスを放送（但し1991年度秋季・ホテルウーマンと1992年度秋季・ウーマンドリームは連続モノ）していたが、この作品以後はサスペンスにとらわれない一般的な連続ドラマシリーズに移行した。ただ、最初の1年は今日のような1クール・3ヶ月ではなく、2ヶ月を1つのくくりとしたものが主だった。
2024年8月30日に発売されたDVDとして初めてソフト化された。

### キャスト
- 野田華子：中江有里

野田家の末娘。研修医。
- 三上涼子：萬田久子

野田家の長女。
- 野田理沙子：中村あずさ

野田家の次女。
- 早坂栄作：小林昭二
- 橋本周平：山田辰夫
- 三上純一：潮哲也

涼子の夫。厚生省官僚。
- 野田泰造：田村高廣

野田記念病院内科部長。姉妹の父。急死。
- 大原ちずる：五十嵐めぐみ
- 片桐いさ代：高樹澪

人気モデル。極秘入院中。
- 岡村優子：楠田枝里子
- 露口力：益岡徹

第1内科部長。
- 広瀬望：世良公則

第2外科部長。

### 主題歌
- 「Holiday」class

### スタッフ
- 原作：万里村奈加
- 脚本：相葉芳久
- 監督：山田大樹、長尾啓司、藤嘉行
- 音楽：山辺義大
- 制作：加藤哲夫（関西テレビ）
- 企画：山田剛（関西テレビ）
- プロデュース：笠置高弘（関西テレビ）、田中浩三（松竹）、佐々木淳一（松竹）
- 技術協力：ビデオフォーカス
- 制作：関西テレビ、松竹

### サブタイトル
1. 三姉妹・運命のプレリュード
2. 恋心!?はりきる華子に試練の涙
3. 愛の予感、あなただけ信じたい
4. 姉が不倫!?三姉妹それぞれの愛
5. 禁断の愛・涙と衝撃の新事実！
6. 愛の決断！院長選の意外な結末
7. 巧妙なワナ引き裂かれる二人！
8. 揺れる愛！暴かれた兄との秘密
9. 真実の愛を求めて

### 備考
EDの時の流れが変わっていた。ED→CM→提供テロップ→CM→次回予告。しかし、その手法は不評で頓挫し、次番組で元に戻した。
　